# Marvel: El Fin
Marvel: El Fin es una serie de seis libros de Marvel Comics, escritos por Jim Starlin y Al Milgrom. La historia trata sobre los últimos días del universo. En esta ocasión, es Thanos el que lo relata, llamándose responsable.

## Índice de capítulos

### Capítulo 1
Jean Grey y el Profesor X sufren extrañas llamadas de una entidad fuera del planeta. Así mismo, un ser todopoderoso le exige a Thor el derecho sobre la Tierra, amenazando sobre las intromisiones.
En el espacio, Silver Surfer encuentra los restos de la flota del Imperio Shi´Ar y el cuerpo moribundo del Gladiador, advirtiendo sobre una gran amenaza que va directa a la Tierra. En esta, Los Cuatro Fantásticos y Los Vengadores han advertido la gran radiación que se acerca a la Tierra.
Los X-Men se reúnen en una gran asamblea, en la que los telepatas tratan de tener contacto con la fuerza cósmica y tener a los demás como apoyo. Esta les dice lo mismo que a Thor, pero, leyendo sus mentes, ve que no aceptarán ser sometidos por nadie y destruye la residencia, matando a todos los X-Men.
Mientras, en Egipto se crea una antigua ciudad egipcia y son llevados todos los líderes mundiales (George W. Bush por EE. UU., Pantera Negra por Wakanda, Namor por Atlantis, el Hombre Topo por el subsuelo, el Dr. Doom por Latveria...) donde la entidad aparece y declara que es Akenatón, un faraón antiguo, el cual les ordena la rendición mundial.
Para probar que aquel que siga al faraón cósmico recibirá maravillosas bendiciones, este cura por completo a todos aquellos que padecen VIH y cáncer.
Entre todo el gentío, el Dr. Doom cuela una cámara diminuta para espiar a Akenatón, el faraón.
En la mansión de los Vengadores, se unen todos los Vengadores (salvo 3) y los 4 Fantásticos.
Pero, Akenatón se presenta en ella y mata a todos, metiendo sus cadáveres en cruces transparentes y haciéndolas levitar por toda la ciudad.
Cuando Silver Surfer intenta volver a la Tierra para advertir del peligro, un portal le lleva a la nave de Thanos, donde se reúne con Capitán Marvel, Doctor Strange, Namor y Hulk (Los dos vengadores sobrevivientes).
En el Olimpo, Thor se reúne con Zeus para preparar una ofensiva, ya que amenaza el universo y mató a Hércules, el hijo de Zeus.

### Capítulo 2
Así, para vencer a Akenatón sólo quedan Thor y Zeus, Dr. Doom y Thanos y los Defensores.
En territorio neutral (territorio de encuentro para dioses) Thor y Zeus llaman a los dioses Izanagi, Vishnú, Atar, Horus, Hunab Ku, Shou-Hsing y Ndriananahary.
En su castillo, Dr. Doom encuentra un grupo de viajeros temporales congelados en ámbar, entre los que se encuentra él mismo. También se da cuenta de que el faraón fue secuestrado por alienígenas y averigua la fecha y horas exactas de este suceso.
Mientras, Horus usa el Ojo de Ra para ver el destino de Akenatón y ven una imagen suya explicando el secuestro de los alienígenas y de como los extraterrestres le otorgan parte del poder del Corazón del universo. Dos mil años su mente jugueteó con la demencia, asimilando lo ocurrido; cien años pasó hasta que empezó a dominar el poder y otros dos mil para ganarse la confianza de la Orden Celestial.
Después de narrar esta historia, el faraón dijo que todos deben enfrentarse a la muerte, acto seguido mencionó: Incluso tú Horus. Y a través del ojo de Ra mató a todos los dioses allí presentes excepto a Thor y Zeus, pues lograron tomar un portal hacia Eternidad e Infinito.

### Capítulo 3
En la Tierra, todas la armas han desaparecido y Akenatón ha formado un grupo de superhéroes supervivientes, como Daredevil y Spider-Man, para que se ocupen de los supervillanos.
Mientras, Thanos ha llegado a la base del Corazón del Infinito, pero una intromisión de Hulk hace que la Orden les descubra y tienen que luchar contra ellos. En Latveria, Dr. Doom viaja atrás en el tiempo para asesinar al Akenatón mortal, pero su plan es impedido por el nuevo Akenatón, el cual lo asesina.

### Capítulo 4
Los Defensores matan al primer miembro de la Orden, pero aparecen muchos más. Entonces, Thanos destruye la máquina que canaliza el poder del Corazón a los seres, pero tienen reservas de energía. Las bajas son : el Doctor Strange y Namor.
Al ver que la pelea estaba perdida, Thanos se lanza contra el Corazón, consiguiendo así una vez más, el poder supremo, sacrificando a los luchadores restantes en una gran explosión.
Con un viaje temporal, viaja al antiguo Egipto, cuando Dr. Doom va a matar a Akenatón, enzarzándose en una lucha contra Akenatón, matándole por ser el poder supremo.
Luego, Thanos viaja en el tiempo a dos mil años antes del nacimiento de Akenatón, y mata a los descubridores del Corazón y a toda la raza y la vida sigue su curso.
Pero, algunas personalidades ven lo que ha pasado. Estos son el Amo del Orden, el Amo del Odio, la Señora Amor, el intermediador, Galactus, el Extraño, el Uatu, Mefisto , Zeus, Thor y los dioses muertos, Lord Caos, Eternidad, Infinito, la raza de los celestiales, el Tribunal Viviente y Eón.

### Capítulo 5
Después de conseguir el poder absoluto, vio que el universo estaba llegando a su fin y que no había remedio posible. Así, todos afrontarían todo, incluso la Muerte, ya que en ausencia de vida, no puede haber ídem.
Explica que todo se malogró cuando una fuerza resucitó al Hombre Maravilla, ya que desequilibró el universo. Durante años, las fuerzas del mal se hicieron tan fuertes que resucitaron muchos héroes. Entonces, la simetría entre la vida y la muerte se rompió y contaminó el universo.
De vuelta a su planeta preferido, el titan se queda a descansar hasta que Eternidad le exige que entregue su fuente de poder pero Thanos decide no hacerlo.
Entonces, todos los héroes del universo luchan contra Thanos.

### Capítulo 6
Enfadado por la lucha, Thanos mata a muchos y absorbe al resto, incluso al Tribunal Viviente. Al ver que siempre habría personas que se le opondrían, decide absorber el universo, hasta que se queda sin nada alrededor.
Entonces, Adam Warlock aparece, ya que no estaba en el universo, y Thanos le empieza a contar todo.
En este momento, Thanos y Adam hablan sobre lo que ha hecho mal. Entonces, Thanos decide sacrificarse para que el Universo vuelva a existir, a cambio de que nadie resucite más, sino que sean sustituidos por otra persona. Antes de sacrificarse, Adam le dice que no ha absorbido a otra persona, ya que está en otros universos: la Muerte.
Esta le da un beso y se aleja y Thanos hace la resurrección final.
Sólo Adam recuerda lo sucedido, y nadie sabe nada de Akenatón y de Thanos sólo queda su capucha.
Sin embargo estos seres viven en el inconsciente esperando que el universo pueda desarrollar tecnología que los haga conocer su existencia y poder atacar.

## Después
Esto implica la creación de la serie Thanos, en la que dice que el titán usó un poco del poder divino que tenía para volver a resucitar. Aquí nos cuenta como, al no tener suficiente con la omnipotencia, decide hacer el bien.
- Datos: Q6778130